# Xantipos
Xantipos (n. 525 î.Hr., Atena, Atena clasică – d. 475 î.Hr.) a fost un om politic și strateg atenian. A fost tatăl lui Pericle. Xantipos a comandat flota ateniană în Bătălia de la Mycale (479 î.Hr.), bătălie care a încheiat practic a doua invazie persană a Greciei.